# 荒川峡温泉郷

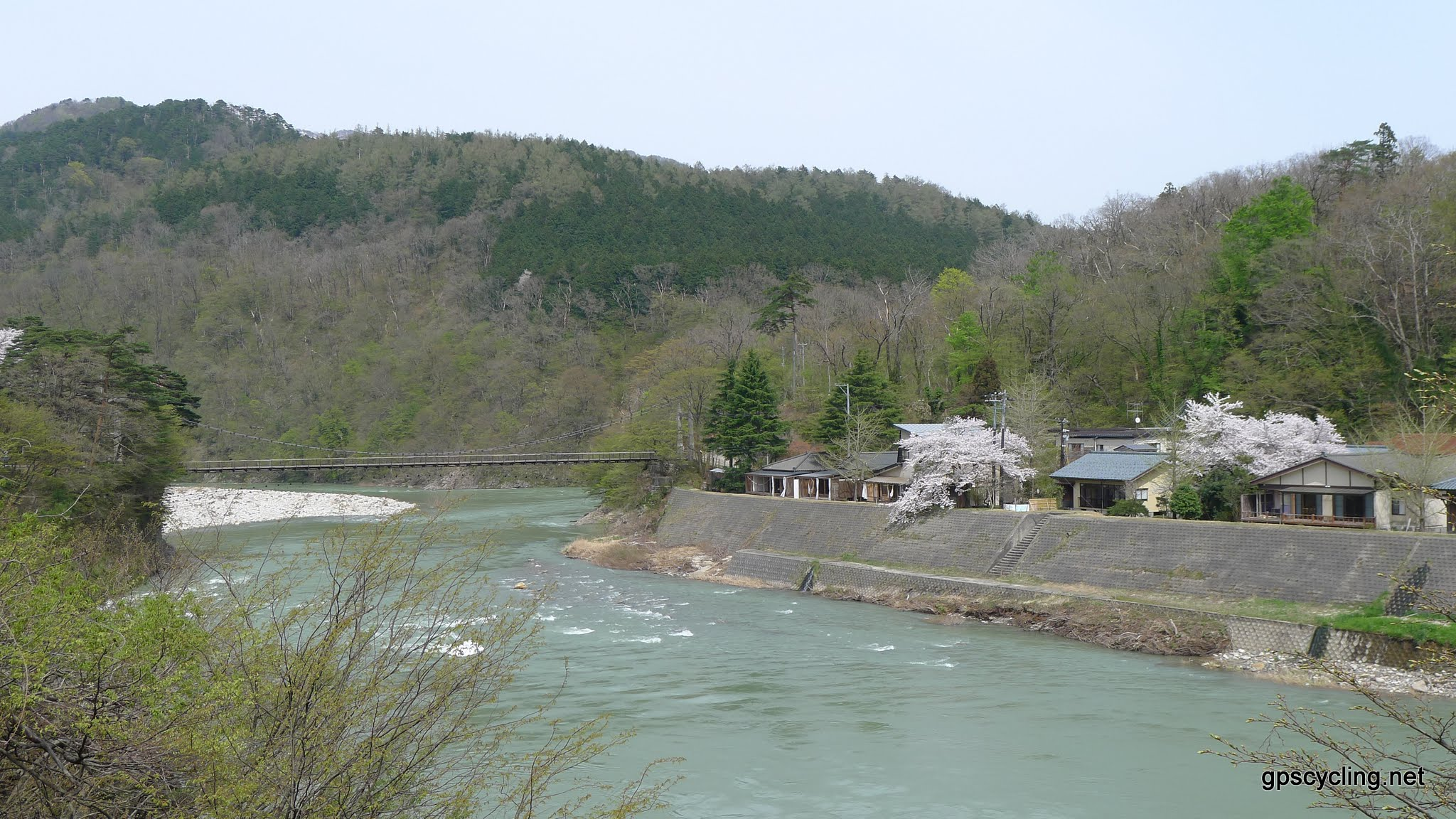
鷹の巣温泉

## 概要
荒川峡温泉郷（あらかわきょうおんせんきょう）は、新潟県岩船郡関川村、荒川沿いにある4温泉の総称。これに桂の関温泉（1997年道の駅関川内にオープン）を加えた5温泉はえちごせきかわ温泉郷と呼ばれる。また、昭和期以前、関郷温泉郷と呼ばれていた時期もある。
荒川上流に点在する高瀬、雲母（きら）、湯沢、鷹ノ巣の4温泉地から成る。この湯沢温泉は越後湯沢温泉（新潟県南魚沼郡湯沢町）とは異なる。
各温泉とも近世以前からの歴史や伝説があり、湯治場として利用されてきた。
2022年8月時点では「えちごせきかわ温泉郷旅館組合」に旅館11軒が加盟している。

## 交通

関川村エリアのバス路線図（高速バスを除く）。大半の便は土休日運休となる。時刻表は新潟交通観光バス：下関エリアを参照。

鷹ノ巣温泉はやや離れた位置にあるが、その他4温泉は越後下関駅や関川村役場から概ね2 km圏内に点在する。
- JR米坂線・越後下関駅 下車。
- 高速バスZao号「下関」バス停（新潟交通観光バス下関営業所前。越後下関駅前交差点脇）下車。
- 駅および下関営業所からは以下の手段が利用可能。
  - レンタサイクル：駅から徒歩約5分の自転車店と温泉街において「湯～チャリ」の貸出しが行われており、乗り捨て利用も可能[3][4]。
  - 高瀬、雲母、湯沢、鷹ノ巣温泉まで：新潟交通観光バスの路線バス利用（平日のみ運行、本数僅か）
  - 桂の関温泉（ゆ～む）まで：駅から徒歩約10分